# Aleksandar Stojanović
Pour les articles homonymes, voir Stojanović.
Aleksandar Stojanović, né le 19 juin 1954 à Kragujevac (Serbie), est un footballeur serbe, qui évoluait au poste de gardien de but, notamment au FK Étoile rouge de Belgrade et en équipe de Yougoslavie.
Stojanović n'a marqué aucun but lors de ses deux sélections avec l'équipe de Yougoslavie en 1979. 

## Palmarès

### En équipe nationale
- 2 sélections et 0 but avec l'équipe de Yougoslavie en 1979.

### Avec l'Étoile rouge de Belgrade
- Vainqueur du Championnat de Yougoslavie de football en 1977, 1980 et 1981.
- Vainqueur de la Coupe de Yougoslavie de football en 1982.
- Finaliste de la Coupe UEFA en 1979.